# Brachioppiella usheri
Brachioppiella usheri är en kvalsterart som först beskrevs av P. Balogh 1988.  Brachioppiella usheri ingår i släktet Brachioppiella och familjen Oppiidae. Inga underarter finns listade.